# Bank Austria Creditanstalt
Bank Austria Creditanstalt (BA-CA) es un grupo bancario austríaco. Con sede en Viena, desde 2007 es una filial del grupo italiano Unicredit. En 2020, el grupo tenía una cuota de mercado del 20 % en Austria, con más de 1,8 millones de clientes y 400 oficinas. Tenía también intereses en Europa Central y Oriental, donde contaba con más de 1 000 agencias y 5,4 millones de clientes en 11 países. 

## Historia
Bank Austria nació en 1991 tras la fusión de dos entidades financieras, Zentralsparkasse, primera caja de ahorros austríaca, y Länderbank, unión de bancos regionales del país. En 1996, Bank Austria se hizo accionista mayoritario del Creditanstalt, entonces en fase de privatización.
En 2000, Bank Austria se fusionó con el banco alemán HypoVereinsbank (HVB). La nueva entidad contaba con 65 000 empleados y más de 17 000 millones de euros de capital propio, y se estimaba que era el 4.º banco europeo por cotización. La fusión provocó una reducción de efectivos de alrededor de 2 000 empleados.
En 2003, Bank Austria y Creditanstalt-Banverein se fusionan en un nuevo grupo bancario, denominado Bank Austria-Creditanstalt. Dos años más tarde, el grupo recompró la totalidad de la compañía Swiss Eternit Group, una firma centenaria especializada en la producción de amianto.
En 2007 el grupo bancario italiano Unicredit absorbió la entidad y la renombró como UniCredit Bank Austria AG.
En diciembre de 2007, el Crédit Agricole, el sueco Intrum y el alemán EOS recompraron 850 millones de euros de préstamos a Bank Austria.
En julio de 2009, Bank Austria se retira del polémico proyecto del embalse de Ilisu como consecuencia de no respetar las directrices del Banco Mundial en materia de medio ambiente, de reinstalación de población y de patrimonio cultural.
En marzo de 2014, el grupo Unicredit inyecta 2 000 millones de euros en Bank Austria con ocasión de un aumento de capital de su filial. En diciembre de 2010, Bank Austria se ve directamente implicado, a través de una denuncia de la estadounidense Irving Picard, en el marco del escándalo Bernard Madoff.
En 2014, la crisis en Ucrania pone en aprietos las finanzas del banco, con una fuerte implantación en este país. En agosto de 2014, la agencia de calificación Standar & Poor's bajó la nota crediticia de la deuda a largo plazo de la entidad de A- a BBB+.
En enero de 2015, Bank Austria se deshizo de activos inmobiliarios de su holding Bank Austria's Immobilien Holding Group, poniendo en venta por un valor de 1 000 millones de euros bienes inmobiliarios, entre los que se incluían la torre del Danubio, el castillo-hotel de Kitzbühel y el complejo Wien Mitte de Viena.